# Barrow-in-Furness
Barrow-in-Furness település az Egyesült Királyságban, Anglia északnyugati területén, Cumbria megyében helyezkedik el. 
Ipari- és kikötőváros a Morecambe-öböl egyik ágánál, a Walney-szigettel szemben. A középkorban még kis halászfalu rendkivül gyors fejlődését az 1839-ben felfedezett vasérc-telepeinek köszönhette. Vas- és acélgyárai Nagy-Britannia legnagyobb iparvállalatai közé tartoztak; jutaszövői világhírűek; hajógyárai több mint 4000 munkást foglalkoztatnak.
A BAE Systems hadiipari vállalat itteni hajógyárában készül – egyebek mellett – a brit haditengerészet több atommeghajtású tengeralattjárója is.
A 2006-ban indult megújuló energia beruházások három szélerőmű megépítését tették lehetővé, melyek több mint félmillió épület energiáját biztosítják. A 2011-ben épült Walney a világ legnagyobb tengeri szélerőműve lett. 

## Népesség
A település népességének változása: